# Jeppun namdzsa
A Jeppun namdzsa (hangul: 예쁜남자, RR: Yebbeun namja; angol címén: 'Pretty Man vagy Bel Ami) 2013-ban bemutatott dél-koreai televíziós sorozat, melyet a KBS2 adó kezdett vetíteni november 20-án Csang Gunszok (Jang Geun-suk), IU, I Dzsangu (이장우, Lee Jang-woo) és Han Cshejong (한채영, Han Chae-young) főszereplésével. A forgatókönyvet a korábban csak mozifilmeken dolgozó Ju Jonga (유영아, Yoo Young-a) írta Cshon Gjejong (천계영, Cheon Gye-young) azonos című manhvasorozata alapján.

## Történet
Tokko Mathe (Dokgo Mate) egy hihetetlen szépségű fiatalember, akinek egyetlen nő sem tud ellenállni. Korán megtanulta, hogy szép arcával bármit elérhet a nőknél, így aztán dzsigoló lesz belőle, akit gazdag barátnői tartanak el. Mathe (Mate) anyjának azonban van egy titka: fia egy csebolmágnás törvénytelen gyermeke. Mathét (Matét) felkeresi egy különös fiatalasszony, Hong Jura (Hong Yoo-ra), aki Mathe (Mate) csebolörökös féltestvérének felesége volt, amíg anyósa ki nem tette a szűrét. Jura (Yoo-ra) felajánlja a férfinak, hogy segít neki feljebb törni a társadalmi ranglétrán, cserébe a férfinak el kell csábítania tíz igen vagyonos idősebb nőt. Csakhogy a tervekbe beleszól Kim Bothong (Kim Bo-tong), egy átlagos vidéki lány, aki évek óta szerelmes Mathéba (Matéba), ráadásul a férfi élete is bonyolultabb, mint azt hitte volna.

## Szereplők
- Csang Gunszok (Jang Geun-suk): Tokko Mathe (Dokgo Mate)
- IU: Kim Bothong (Kim Bo-tong)
- Han Cshejong (한채영, Han Chae-young): Hong Jura (Hong Yoo-ra)
- I Dzsangu (이장우, Lee Jang-woo): David Choi

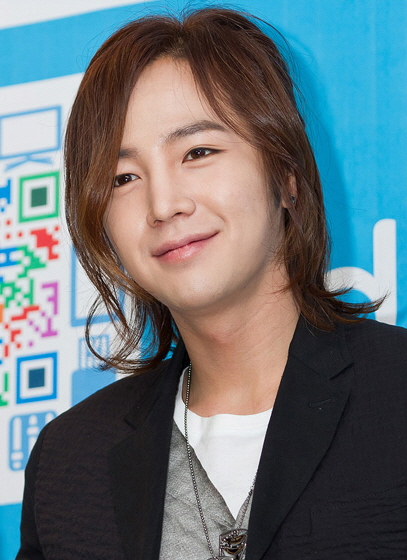
Csang Gunszok (Jang Geun-suk)
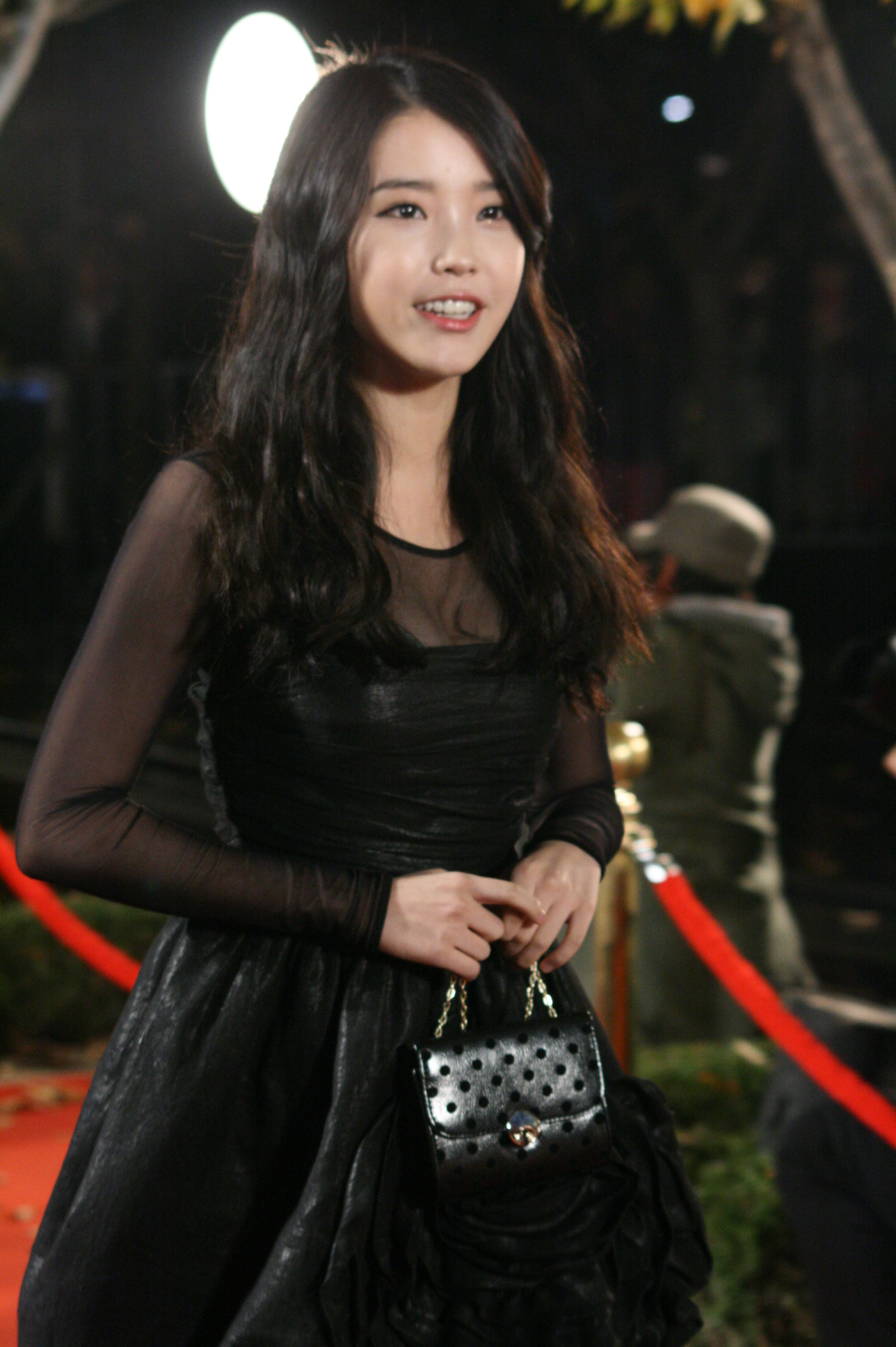
IU
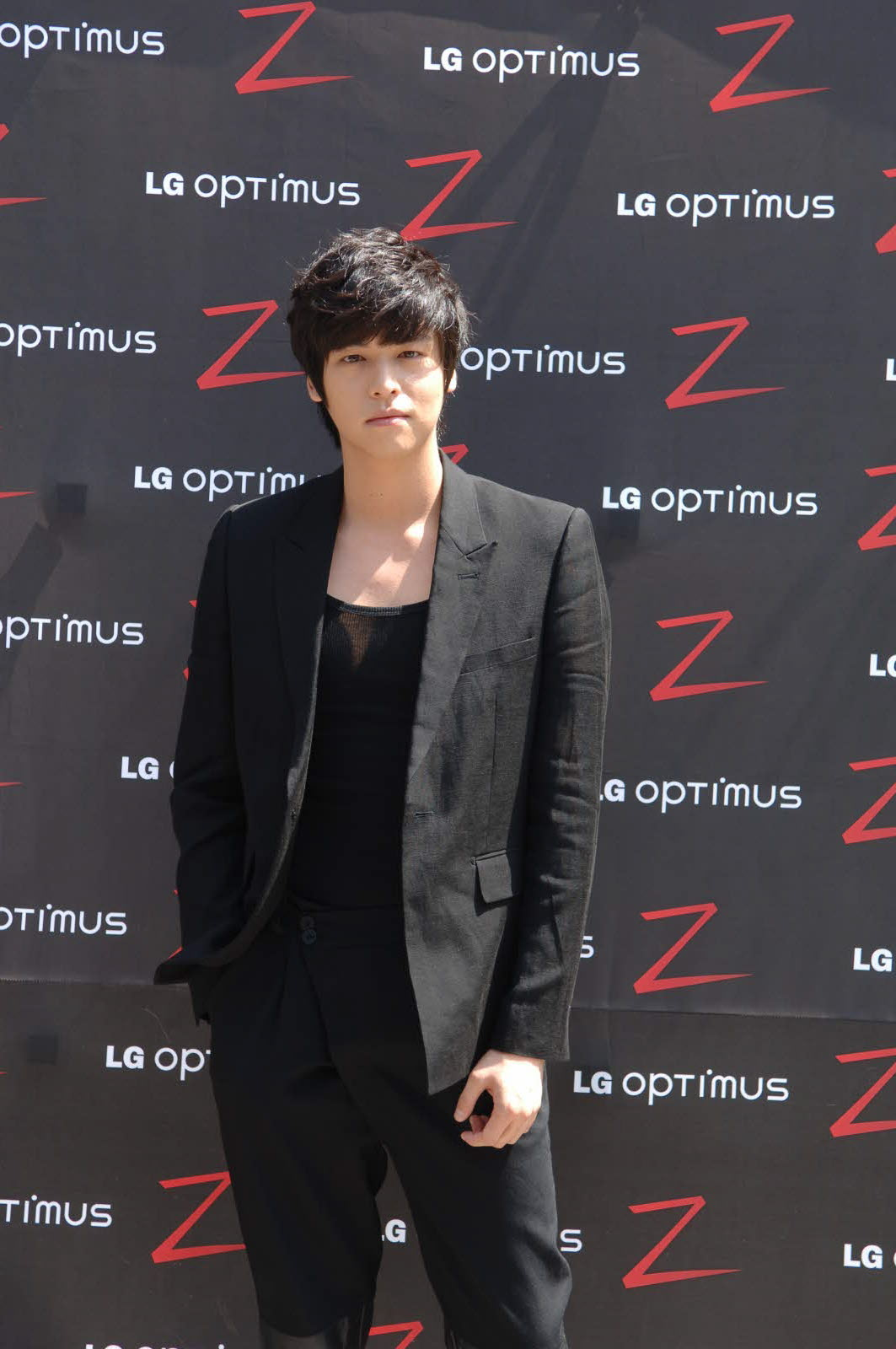
I Dzsangu (이장우, Lee Jang-woo)
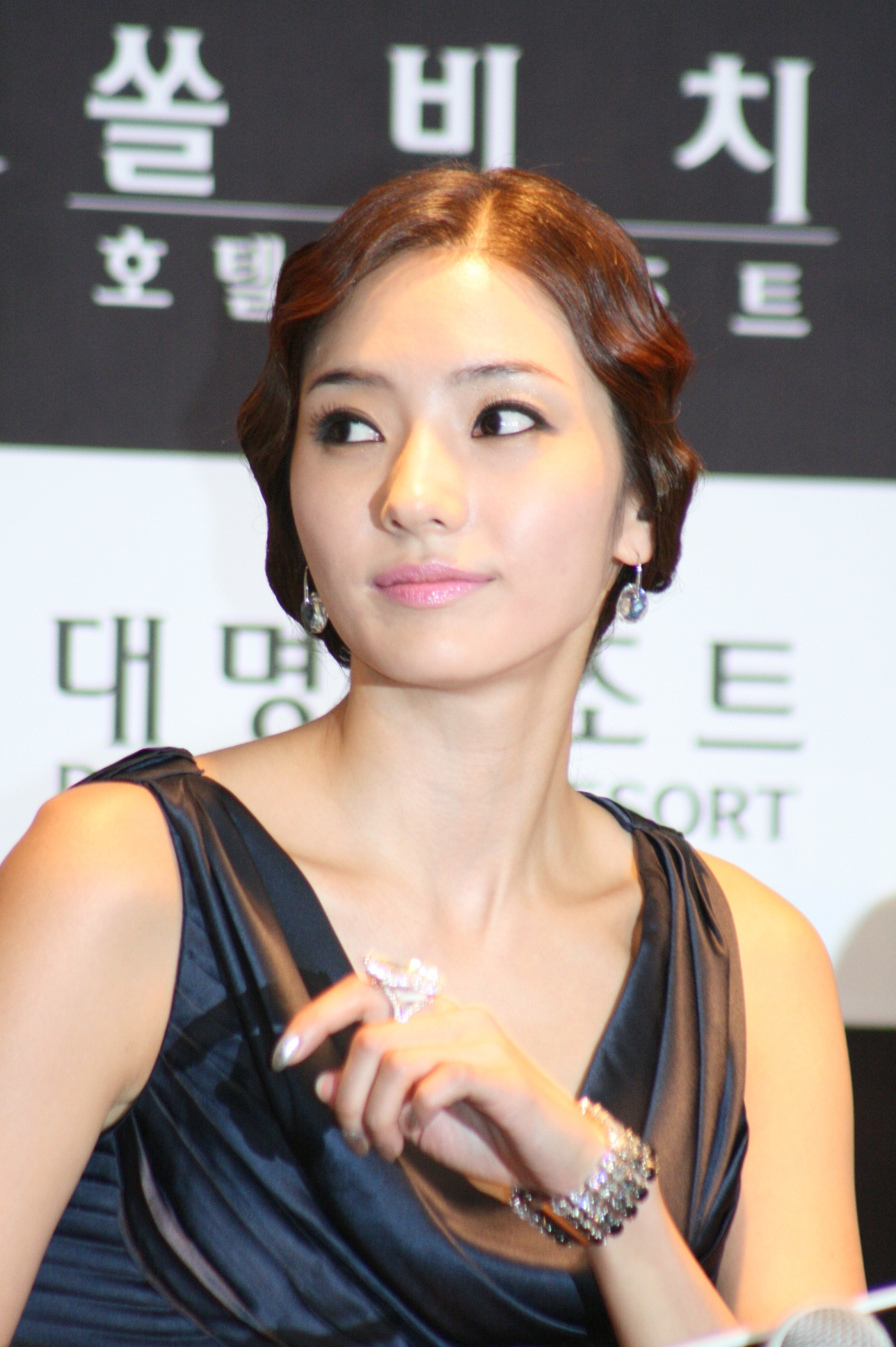
Han Cshejong (한채영, Han Chae-young)